# Monts Naukluft
Les monts Naukluft (en afrikaans Naukluftberge) sont un massif montagneux au centre de la Namibie, formant la partie la plus orientale du parc national de Namib-Naukluft. Situés au nord de Sesriem, ils constituent une imposante barrière naturelle, lieu sauvage avec d'impressionnantes gorges. Ils sont connus pour leur faune, constituée notamment de zèbres de montagne et de léopards. Les monts ont de nombreux petits ruisseaux et cascades.

## Géographie

### Topographie
Les monts Naukluft couvrent un large plateau traversé de gorges escarpées. Les montagnes surplombent de vastes plaines qui rejoignent les dunes du long de la côte atlantique. Des pics de près de 2 000 mètres surgissent des étendues de sable blanc et rose. Ces montagnes constituées de roches volcaniques sont âgées d'un milliard d'années avec une morphologie très variée. Le point le plus bas des monts est à environ 1 250 m, tandis que le sommet se situe à 1 965 m d'altitude. Les montagnes s'étendent sur une superficie de 850 km2.
Trois rivières millénaires prennent leur source dans les monts Naukluft : la Tsondab au nord, la Tsams à l'ouest et la Tsauchab au sud. Ces cours d'eau sont plus souvent à sec en dehors des périodes de grosses pluies. Elles ont creusé de grands canyons pénétrant profondément dans les formations de type dolomitique. Les rivières creusent également de petits bassins.

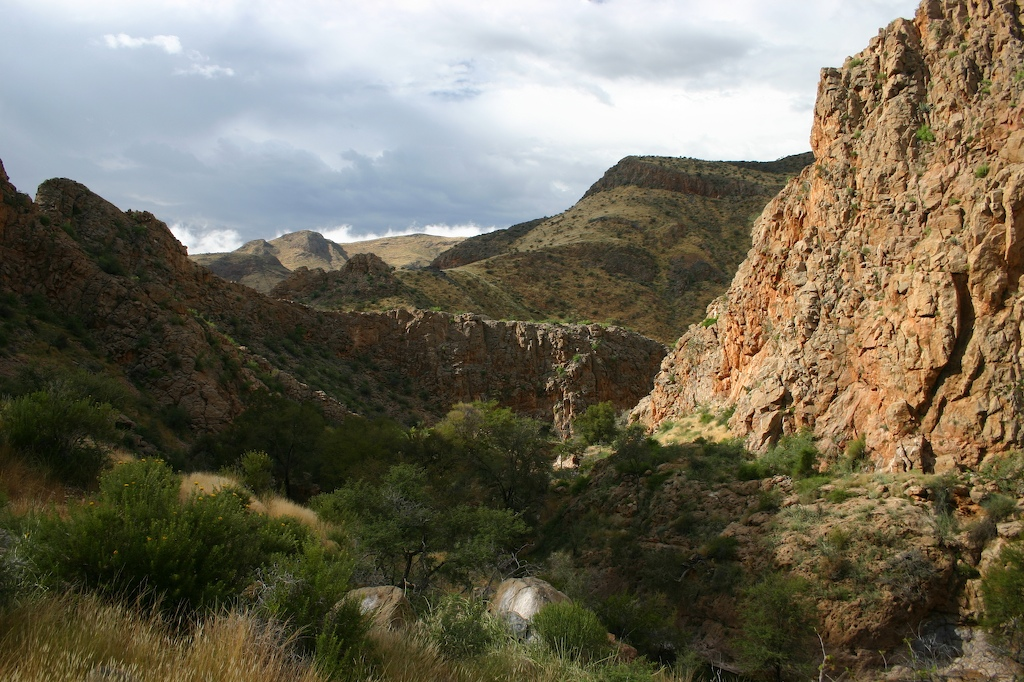
Waterkloof, Monts Naukluft Namibie
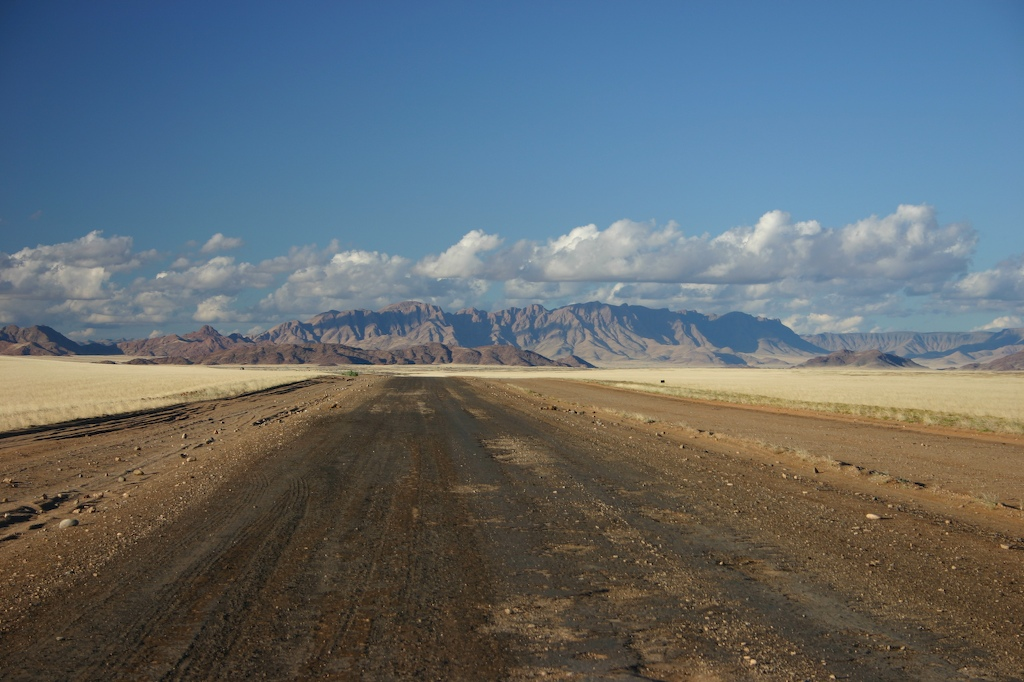
Les monts Naukluft vus du Sesriem
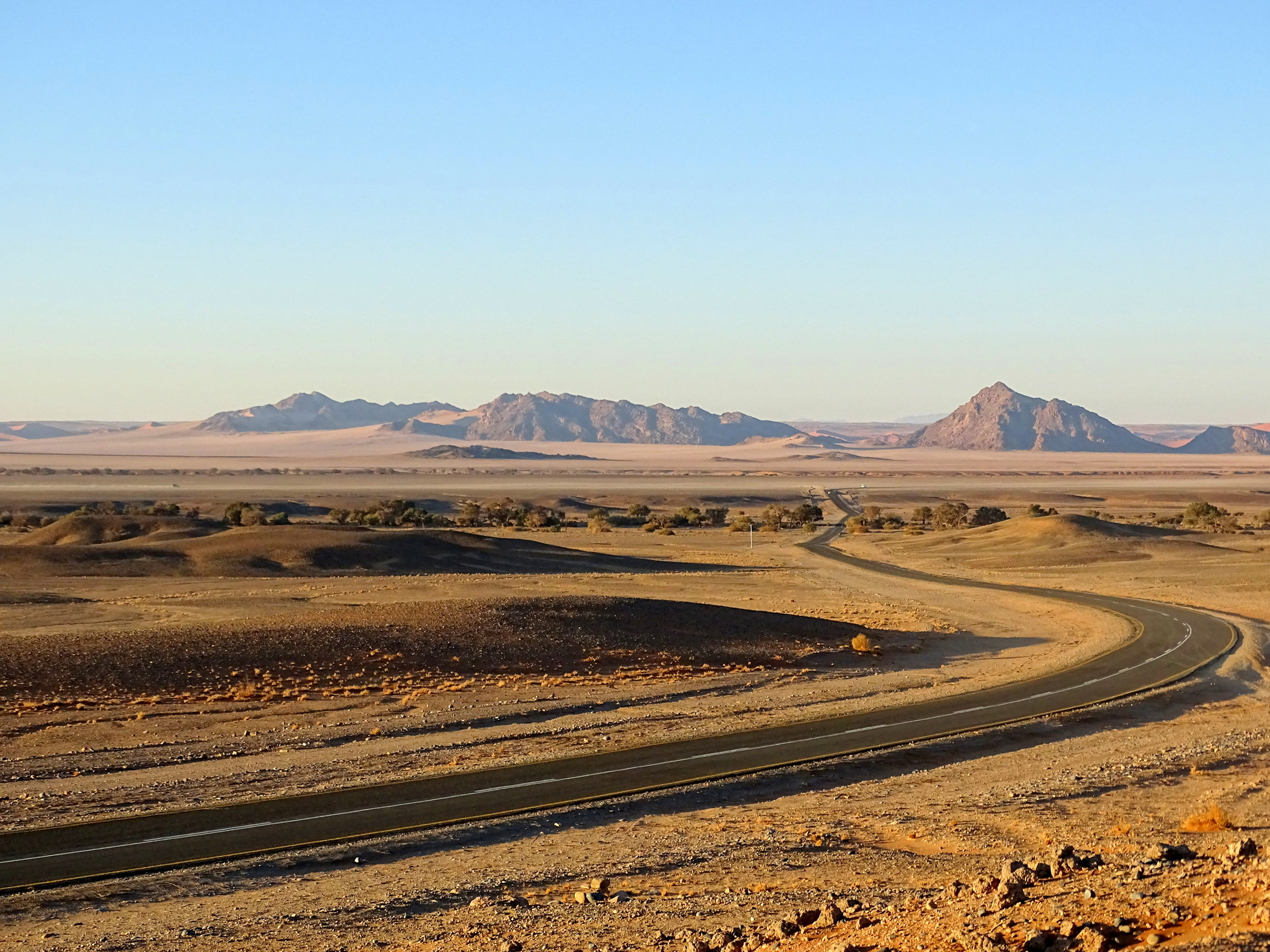
Point de vue sur le désert du Namib sur la D826 en direction de Sossusvlei.

### Faune et flore
Au cours des siècles, la faune et la flore ont suivi une adaptation spécifique créant un écosystème de survie face à l'hostilité du désert. Les gorges abritent une riche végétation désertique.
Des oasis de verdure prospérant au fond des ravins et sont devenues le refuge d'une faune variée : des zèbres de montagne de Hartmann, des springboks, des koudous, oréotragues, des lièvres, ainsi que des babouins viennent s'y désaltérer. Les monts Naukluft abritent également des félins tels des guépards et léopards, mais aussi des hyènes.

## Protection environnementale
En 1978, l'intégration dans le parc national du Namib, fondé par les Allemands en 1907, des monts Naukluft avec le désert du Namib, ont permis de délimiter les frontières du parc national de Namib-Naukluft pour en faire un des plus grands parcs nationaux du monde, le plus grand d'Afrique[réf. nécessaire].